# Список театральных работ Леона Бакста

 Архив на Викискладе — спектакли, для которых на Викискладе имеется дополнительный иллюстративный материал.

 — названия спектаклей, встречающиеся в наследии Бакста больше 1 раза.

 — спектакли, над которыми Бакст работал в соавторстве либо выполнил лишь костюмы для солистов
Список театральных работ Леона Бакста включает хронологическое перечисление работ Леона Бакста для театра. Это как работы над полным художественным оформлением спектаклей, так и отдельные костюмы (обычно ведущих солистов) для постановок, в целом оформленных другими художниками, а также эскиз театрального занавеса.
В основу списка положен тематический раздел в монографии И. Н. Пружан «Бакст» (М, 1975). Работы для «Русских сезонов» выделены желтым, для Иды Рубинштейн — розовым, неосуществленные постановки — серым. Бакст неоднократно работал над возобновленными спектаклями: в случае, если постановку невозможно проиллюстрировать хронологически верной иллюстрацией, использован аналог из предшествующей или последующей одноименной работы.

## Список работ
| Дата премьеры     | Иллюстрация         | Название | Автор / Композитор | Жанр | Труппа, театр | Актеры, режиссёр | Соавторство / Особые обстоятельства / Коллекция |
| ----------------- | ------------------- | --- | --- | --- | --- | --- | --- |
| 1901              |                     | «Сильвия» (Sylvia ou la Nymphe de Diane) | Л. Делиб | балет | Мариинский театр. Неосуществленная постановка. | | - Совместно с А. Бенуа, Е. Лансере, В. Серовым, К. Коровиным. - Эскиз декорации 2-й картины и эскизы. Эскиз костюма: ГРМ |
| 1902, 22 февраля  |                     | «Сердце маркизы» (Le Coeur de la Marquise) | Ф. Фебр / Ж. Гиран | пантомима в одном действии с прологом и эпилогом в стихах | Эрмитажный театр | Постановка М. Петипа | - Эскизы костюмов: Ленинградская театральная библиотека им. А. В. Луначарского |
| 1902, 14 октября  | Архив на Викискладе | «Ипполит» (Hippolytos) | Еврипид | трагедия | Александринский театр | Постановка Ю. Озаровского | - Эскиз декораций: ГРМ. Эскизы костюмов: Одесский художественный музей, картинная галерея Армении, ЛТМ, Зильберштейн, Лобанов-Ростовский, Константинович. |
| 1903              | Архив на Викискладе | «Фея кукол» (Die Puppenfee) | Иозеф Хасрейтер и Франц Гауль / Йозеф Байер | балет в 1 действии и 3 картинах | Эрмитажный театр (7 февраля), Мариинский театр (16 февраля) | Хореография С. и Н. Легат | - Эскиз декораций: иностранное частное собрание. Эскизы костюмов: ГРМ, ГТГ, ЦТМ, ЛТМ, Хартфорд, Линкольн-центр |
| 1903, 19 марта    |                     | «Миньон» (Mignon) | А. Тома | опера | Итальянская опера, антерприза К. Гвиди. Зал Петербургской консерватории | | - Эскиз костюма Вильгельма Мейстера для Леонида Собинова. Картинная галерея Армении |
| 1904, 9 января    | Архив на Викискладе | «Эдип в Колоне» (Œdipe à Colone) | Софокл | трагедия | Александринский театр | Постановка Ю. Озаровского | - Эскизы костюмов: ЦТМ |
| 1904, 16 апреля   |                     | «Антигона» (Antigone) | Софокл | трагедия | Частный спектакль Иды Рубинштейн. Новый театр Л. Б. Яворской | Постановка Ю. Озаровского. В ролях: Ида Рубинштейн | |
| 1906              |                     | Название спектакля не указано. Драматический театр В. Ф. Комиссаржевской, «Элизиум» — занавес. ГРМ | Название спектакля не указано. Драматический театр В. Ф. Комиссаржевской, «Элизиум» — занавес. ГРМ | Название спектакля не указано. Драматический театр В. Ф. Комиссаржевской, «Элизиум» — занавес. ГРМ | Название спектакля не указано. Драматический театр В. Ф. Комиссаржевской, «Элизиум» — занавес. ГРМ | Название спектакля не указано. Драматический театр В. Ф. Комиссаржевской, «Элизиум» — занавес. ГРМ | Название спектакля не указано. Драматический театр В. Ф. Комиссаржевской, «Элизиум» — занавес. ГРМ |
| 1906, 26 февраля  |                     | «Разрыв Наполеона с императрицей Жозефиной», «Гоголь в Летнем саду» | | Живые картины. Сборный благотворительный спектакль. | Мариинский театр | | |
| 1907, 12 марта    |                     | «Отвергнутый Дон-Жуан» | С. Рафалович | драматическая трилогия в стихах | Первый передвижной театр (в помещении Нового театра), Петербург | Постановка П. Гайдебурова | |
| 1907, 10 февраля  |                     | «Эвника» | А. Щербачев | балет. Благотворительный спектакль | Мариинский спектакль | Хореография М. Фокина В ролях: Матильда Кшесинская, Анна Павлова | - Эскиз костюма Евники для М. Кшесинской |
| 1907, 10 февраля  |                     | «Лунное видение» | Ф. Шопен | балет, вальс | Мариинский театр. Благотворительный спектакль | Хореография М. Фокина | - Первая редакция балета «Шопениана» - Эскизы костюмов для А. Павловой и М. Обухова. |
| 1907, 22 декабря  |                     | «Лебедь» | К. Сен-Санс | танец. | Мариинский театр. Благотворительный спектакль | Хореография М. Фокина | - Эскиз костюма лебедя для Анны Павловой |
| 1907, 22 декабря  |                     | «Танец с факелами» | А. Аренский | танец | Мариинский театр. Благотворительный спектакль | Хореография М. Фокина | - Эскиз «ассиро-египетского» костюма для Т. Карсавиной. ГРМ |
| 1907-1908 (?)     |                     | Подробности неизвестны | Подробности неизвестны | Подробности неизвестны | Подробности неизвестны | Подробности неизвестны | Рисунок греческого костюма. ЛТМ |
| 1908              | Архив на Викискладе | «Саломея» (Salomé) | О. Уайльд / А. Глазунов | драма, танец | Несостоявшийся частный спектакль И. Рубинштейн в Михайловском театре (3 ноября). Частично осуществлен на Вечере художественных танцев в Большом зале Петербургской консерватории (20 декабря). | Постановка В. Мейерхольда. Хореография М. Фокина | - Эскизы костюмов: ГТГ, Лобанов-Ростовский |
| 1908              |                     | «Травиата» (La traviata) | Д. Верди | опера | | | - Два эскиза костюмов Армана к первому и последнему действиям. ЦТМ |
| 1909, 2 июня      | Архив на Викискладе | «Клеопатра» (Cleopatre) | А. Аренский, А. Танеев, Н. Римский-Корсаков, М. Глинка, А. Глазунов, М. Мусоргский, Н. Черепнин | хореографическая драма | Антерприза С. Дягилева. Париж, театр Шатле | Хореография М. Фокина. В ролях: А. Павлова, И. Рубинштейн, Т. Карсавина, В. Нижинский, М. Фокин. | - Эскизы костюмов: Лобанов-Ростовский, Гимпел; 1954: Бакст, Никола, Бару, Кер-Даути |
| 1909, май         | Архив на Викискладе | «Юдифь» (Judith) | А. Серов | опера | Антерприза С. Дягилева. Париж, театр Шатле | | - Декорация — по эскизу Валентина Серова - 3-й акт. Эскизы костюмов. |
| 1909, 19 мая      | Архив на Викискладе | «Спящая красавица» (La Belle au Bois Dormant) | П. Чайковский; Н. Римский-Корсаков, М. Мусоргский, М. Глинка, А. Глазунов и др. | балет | Антерприза С. Дягилева. Париж, театр Шатле | Хореография М. Петипа. В ролях: Т. Карсавина, В. Фокина, Б. Нижинская, В. Нижинский | - Номер из балета: па-де-де Голубой птицы и принцессы Флорины, дивертисмент «Пир» - Частное собрание за рубежом |
| 1910, 22 января   |                     | «Вакханалия» | А. Глазунов (музыка к «Временам года») | балет. Благотворительный спектакль | Петербург, зал Дворянского собрания | Хореография М. Фокина | - Эскизы костюмов для А. Павловой и Л. Новикова |
| 1910, 16 января   |                     | «Таис» (Thaïs) | Ж. Масне | фрагмент оперы | концерт М. Кузнецовой в Большом зале Петербургской консерватории | | - Эшмолиан. Костюм Таис |
| 1910, 20 мая      | Архив на Викискладе | «Карнавал» (Carnival) | Р. Шуман, оркестровка А. Аренский, А. Глазунов, А. Лядов, Н. Черепнин, Н. Римский-Корсаков и др. | балет-пантомима в 1 действии. | Благотворительный спектакль. Петербург, зал Павловой (20 февраля), Антерприза С. Дягилева, Берлин, театр Дес Вестенс (20 мая), Мариинский театр (6 февраля 1911 года — в новой декорации) | Сценарий и хореография М. Фокина. В ролях: Л. Лопухова, Т. Карсавина, В. Нижинский | - Эскизы костюмов: ЛТМ, Бомонт |
| 1910, 4 июня      | Архив на Викискладе | «Шехеразада» (Scheherazade) | А. Бенуа / Н. Римский-Корсаков | хореографическая драма в 1 действии | Антерприза С. Дягилева. Париж, Гран-опера | Хореография М. Фокина. В ролях: Т. Карсавина, В. Нижинский, И. Рубинштейн | - Эскиз декораций: Les Arts Décoratifs. Эскизы костюмов: Хартфорд, Фицуильям, Коннектикут, Страсбург, Кер-Даути; 1954: Д. Ротшильд, Хопкинсон, Жанэ. |
| 1910, 25 июня     | Архив на Викискладе | «Жар-птица» (L’Oiseau de feu) | И. Стравинский | балет | Антерприза С. Дягилева. Париж, Гран-опера | Сценарий и хореография М. Фокина. В ролях: Т. Карсавина, В. Нижинский, М. Фокин | - Оформление А. Головина - Эскиз костюмов Жар-птицы и царевны Ненаглядной красы. ЛТМ, Хейвмейер. |
| 1910              |                     | «Кобольд», «Восточный танец» | Э. Григ К. Синдинг | танец | Мариинский театр (11 февраля), номера вошли в состав дивертисмента «Ориенталии», антерприза С. Дягилева, Париж, Гран-Опера (25 июня) | Хореография М. Фокина | - Эскизы костюмов для В. Нижинского. Тобин |
| 1910, 25 июня     | Архив на Викискладе | «Ориенталии» (Les Orientales) | А. Глазунов, А. Бородин и др. | | Антерприза С. Дягилева. Париж, Гран-опера | В ролях: В. Нижинский | |
| 1911, 19 апреля   | Архив на Викискладе | «Видение розы» (Le Spectre de la Rose) | К.М. фон Вебер | хореографическая картина | Антерприза С. Дягилева. Монте-Карло, Казино | Хореография М.Фокина. В ролях: В. Нижинский, Т. Карсавина | - Эскизы костюмов: Хартфорд; 1954: Карсавина, рисунки мебели — Барсак и Лифарь |
| 1911, 26 апреля   | Архив на Викискладе | «Нарцисс» (Narcisse) | Л. Бакст / Н. Черепнин | одноактный балет | Русские сезоны. Монте-Карло, Казино | В ролях: В. Нижинский | - Эскизы костюмов: ЛТМ, ЦТМ, Эшмолиан, Страсбург, Коатс |
| 1911, 22 мая      | Архив на Викискладе | «Мученичество Святого Себастьяна» (Marthyre de St. Sebastien) | Г. д’Аннунцио / К. Дебюсси | мистерия в 5 актах | Труппа И. Рубинштейн. Париж, театр Шатле | В ролях: Ида Рубинштейн | - Эскизы декораций: Эшмолиан, Константинович. Эскизы костюмов: Theatre Museum, Константинович |
| 1911              | Архив на Викискладе | «Пери» (La Peri) | П. Дюка | | Неосуществленная постановка. Антерприза С. Дягилева | | - Лифарь, Гимпел, Метрополитен |
| 1911, 31 октября  |                     | «Иван Грозный» (Ivan le Terrible) | Р. Гюнсбург | опера в 3 актах | Париж, театр Гаэте-Лирик | | - Эскизы декораций |
| 1911-1912         |                     | Эскизы костюмов для М. Кузнецовой-Бенуа: «Фортунио» (оперетта А. Мессаже), «Беатрис» (то же), «Богема» (костюм Мими, Дж. Пуччини), «Саломея» (Р. Штраус), «Мадам Баттерфляй» (Дж. Пуччини), «Орфей» (костюм Евридики, опера Х. В. Глюка), «Садко» (костюм Волховы, опера Н. Римского-Корсакова), «Фауст» (костюм Маргариты, опера Ш. Гуно), «Манон» (опера Ж. Массне), «Травиата» (костюм Виолетты, опера Д. Верди) | Эскизы костюмов для М. Кузнецовой-Бенуа: «Фортунио» (оперетта А. Мессаже), «Беатрис» (то же), «Богема» (костюм Мими, Дж. Пуччини), «Саломея» (Р. Штраус), «Мадам Баттерфляй» (Дж. Пуччини), «Орфей» (костюм Евридики, опера Х. В. Глюка), «Садко» (костюм Волховы, опера Н. Римского-Корсакова), «Фауст» (костюм Маргариты, опера Ш. Гуно), «Манон» (опера Ж. Массне), «Травиата» (костюм Виолетты, опера Д. Верди) | Эскизы костюмов для М. Кузнецовой-Бенуа: «Фортунио» (оперетта А. Мессаже), «Беатрис» (то же), «Богема» (костюм Мими, Дж. Пуччини), «Саломея» (Р. Штраус), «Мадам Баттерфляй» (Дж. Пуччини), «Орфей» (костюм Евридики, опера Х. В. Глюка), «Садко» (костюм Волховы, опера Н. Римского-Корсакова), «Фауст» (костюм Маргариты, опера Ш. Гуно), «Манон» (опера Ж. Массне), «Травиата» (костюм Виолетты, опера Д. Верди) | Эскизы костюмов для М. Кузнецовой-Бенуа: «Фортунио» (оперетта А. Мессаже), «Беатрис» (то же), «Богема» (костюм Мими, Дж. Пуччини), «Саломея» (Р. Штраус), «Мадам Баттерфляй» (Дж. Пуччини), «Орфей» (костюм Евридики, опера Х. В. Глюка), «Садко» (костюм Волховы, опера Н. Римского-Корсакова), «Фауст» (костюм Маргариты, опера Ш. Гуно), «Манон» (опера Ж. Массне), «Травиата» (костюм Виолетты, опера Д. Верди) | Эскизы костюмов для М. Кузнецовой-Бенуа: «Фортунио» (оперетта А. Мессаже), «Беатрис» (то же), «Богема» (костюм Мими, Дж. Пуччини), «Саломея» (Р. Штраус), «Мадам Баттерфляй» (Дж. Пуччини), «Орфей» (костюм Евридики, опера Х. В. Глюка), «Садко» (костюм Волховы, опера Н. Римского-Корсакова), «Фауст» (костюм Маргариты, опера Ш. Гуно), «Манон» (опера Ж. Массне), «Травиата» (костюм Виолетты, опера Д. Верди) | Эскизы костюмов для М. Кузнецовой-Бенуа: «Фортунио» (оперетта А. Мессаже), «Беатрис» (то же), «Богема» (костюм Мими, Дж. Пуччини), «Саломея» (Р. Штраус), «Мадам Баттерфляй» (Дж. Пуччини), «Орфей» (костюм Евридики, опера Х. В. Глюка), «Садко» (костюм Волховы, опера Н. Римского-Корсакова), «Фауст» (костюм Маргариты, опера Ш. Гуно), «Манон» (опера Ж. Массне), «Травиата» (костюм Виолетты, опера Д. Верди) |
| 1911              |                     | «Мефистофель» (Mefistofele) | А. Бойто | опера | Лондон, Ковент-Гарден | | - Эскизы декораций |
| 1911-12           |                     | Эскизы костюмов для индо-персидских танцев маркизы Казати. | Эскизы костюмов для индо-персидских танцев маркизы Казати. | Эскизы костюмов для индо-персидских танцев маркизы Казати. | Эскизы костюмов для индо-персидских танцев маркизы Казати. | Эскизы костюмов для индо-персидских танцев маркизы Казати. | Эскизы костюмов для индо-персидских танцев маркизы Казати. |
| 1912, 30 сентября | Архив на Викискладе | «Бабочки» (Papillons) | Р. Шуман (оркестровка Н. Черепнин) | пантомима-балет в 1 действии | Мариинский театр — благотворительный театр (1912). Антреприза С. Дягилева. Монте-Карло, Казино (1914, 16 апреля) | В ролях: Т. Туманова. | - Эскизы декораций: — П. Ламбин (СПб), М. Добужинский (Париж). - Эскизы костюмов. Ведингтон, Зильберштейн, Градли, Хивит, Г. Ротшильд |
| 1912, 13 мая      | Архив на Викискладе | «Синий бог» («Голубой бог», Le Dieu Bleu) | Ж. Кокто и Ф. Мадрасо / Р. Ан | одноактный балет | Антерприза С. Дягилева. Париж, Шатле | Хореография М. Фокина. В ролях: В. Нижинский | - Эскизы костюмов: Кер-Даути, 1954: Жанэ |
| 1912, 20 мая      | Архив на Викискладе | «Тамара» (Thamar) | Л. Бакст (по стих. М. Лермонтова) / М. Балакирев | одноактная хореографическая драма | Антерприза С. Дягилева. Париж, Шатле | Хореография М. Фокина. | - Эскизы декораций: Les Arts Décoratifs, Лифарь. Эскизы костюмов — 1954: Астрюк, Хопкинсон |
| 1912, 8 июня      | Архив на Викискладе | «Дафнис и Хлоя» (Daphnis et Chloe) | М. Фокин (по повести Лонга) / М. Равель | балет в 3 картинах | Антерприза С. Дягилева. Париж, Шатле | Хореография М. Фокина. В ролях: В. Нижинский, Т. Карсавина | - Эскизы декораций: Les Arts Décoratifs, 1954: Кохно, Константинович, Бакст. Эскизы костюмов: Хартфорд, Купер, Метрополитен, Theatre Museum, Логен, Джермен, 1954: Мишо, Барсак, Бакст |
| 1912, 10 июня     | Архив на Викискладе | «Саломея» (Salomé) | О. Уайльд / А. Глазунов | драма в 1 акте | Париж, театр Шатле. Труппа Иды Рубинштейн | Постановка А. Санина. Танец Саломеи — поставлен М. Фокиным | - Эскиз декораций — Эшмолиан |
| 1912, 4 мая       | Архив на Викискладе | «Елена Спартанская» (Helene de Sparte) | Э. Верхарн / Деодат де Северак | трагедия в 4 актах | Париж, театр Шатле. Труппа Иды Рубинштейн | Постановка А. Санина. В ролях: Ида Рубинштейн | - Эскиз декорации: Les Arts Décoratifs. Эскизы костюмов: Эшмолиан, Кер-Даути, Градли. |
| 1912, 29 мая      | Архив на Викискладе | «Послеполуденный отдых фавна» (L’après-midi d’un faune) | сценарий В. Нижинский (по эклоге С. Малларме) / К. Дебюсси | 1-актный балет | Антерприза С. Дягилева. Париж, Шатле | Хореография В. Нижинского. В ролях: В. Нижинский | - Эскиз декорации: Musée national. Эскизы костюмов: Хартфорд, Графф, Г. Ротшильд |
| 1913, 15 мая      |                     | «Игры» | сценарий В. Нижинский / К. Дебюсси | хореографическая картина | Антерприза С. Дягилева. Париж, театр Елисейских полей | Хореография В. Нижинского. В ролях: В. Нижинский | - Эскиз декораций, 1954: Бакст |
| 1913, 11 июня     | Архив на Викискладе | «Пизанелла» (La Pisanella ou La Morte Parfumee) | Г. д’Аннунцио | мистерия | Париж, театр Шатле. Труппа Иды Рубинштейн | . Режиссёр В. Мейерхольд, балтмейстер М. Фокин | - Эскизы и декорации костюмов: Константинович |
| 1913              |                     | «Секрет Сусанны» (Il segreto di Susanna) | Энрико Голишани / Э. Вольф-Феррари | 1-актная комическая опера | Лондон, Ковент-Гарден | | |
| 1913              |                     | «Восточная фантазия» | М. Ипполитов-Иванов и М. Мусоргский | 1-актный балет | Труппа А. Павловой, Нью-Йорк | Хореография П. Зайлиха. В ролях: Анна Павлова | - Эскиз декорации: Уейк |
| 1913              | Архив на Викискладе | «Индийская любовь» | хореографическая пантомима | | Лондон | Хореография Ф. Козлова В ролях: Анна Павлова | |
| 1913, 22 мая.     | Архив на Викискладе | «Борис Годунов» (Boris Godunov) | М. Мусоргский | опера | Антерприза С. Дягилева. Париж, театр Елисейских полей. | Постановка А. Санина. | - Декорации и костюмы к 4-й картине (Сцена у фонтана). - Эскиз декорации: Сноумен |
| 1913              | Архив на Викискладе | «Жар-птица» (L’Oiseau de feu) | И. Стравинский | балет | Антерприза С. Дягилева. | | - Новый вариант. Эскизы костюмов Жар-птицы, царевны Ненаглядной Красы (новый вариант) и Иванушки. - Частное собрание (Милан), MoMA |
| 1913              |                     | «Хэлло, Танго» (Hello, Tango) | | ревю | Лондон, театр «Ипподром» | | |
| 1914, 14 мая      | Архив на Викискладе | «Легенда об Иосифе» (Josephslegende) | Г. фон Гофмансталь и Г. Кеслер / Р. Штраус | мимодрама-балет в 1 акте | Антерприза С. Дягилева. Париж, Гран-опера | Хореография М. Фокина. В ролях: Л. Мясин, Л. Лопухова | - Декорация Х.-М. Серта - Эскизы костюмов. ГРМ, V&A |
| 1914              |                     | «Лейла» | Бамберг | опера | Монте-Карло | | - костюм Лейлы для М. Кузнецовой |
| 1914-5            | Архив на Викискладе | «Орфей» (Orpheus) | Ж. Роже-Дюкас | мимодрама-балет | СПб, Мариинский театр. Неосуществлен. | Хореография М. Фокина. | - Эскизы костюмов и авторские уменьшенные копии эскизов декораций - Зильберштейн |
| 1915              | Архив на Викискладе | «Жар-птица» (L’Oiseau de feu) | И. Стравинский | балет | Антерприза С. Дягилева. | | - Новый вариант. Эскизы костюмов Жар-птицы, царевны Ненаглядной Красы (новый вариант) и Иванушки. |
| 1915              | Архив на Викискладе | «Спящая красавица» (La Belle au Bois Dormant) | П. И. Чайковский | балет | Антерприза С. Дягилева. | | - Эскизы декорации и костюмов к па-де-де «Очарованная принцесса» |
| 1915-1916         | Архив на Викискладе | «Шехеразада» (Scheherazade) | Н. Римский-Корсаков | хореографическая драма в 1 действии | Антерприза С. Дягилева. | | - Новая постановка |
| 1916, 31 августа  | Архив на Викискладе | «Спящая красавица» (La Belle au Bois Dormant) | И. Всеволожский и М. Петипа / П. Чайковский | балет | Труппа А.Павловой. Нью-Йорк, Ипподром | Хореография М. Петипа. Постановка И. Хлюстина. | |
| 1916, 12 апреля   | Архив на Викискладе | «Шутницы» (Les Femmes de bonne humeur) | В. Томазини (по комедии К. Гольдони) / Дж. Скарлатти | мимодрама-балет | Антерприза С. Дягилева. Рим, Констанци | Хореография Л. Мясина. В ролях: Л. Мясин, Л. Чернышёва, В. Немчинова | - Эскизы костюмов: Хартфорд, Балтимор, Бокль; 1954: Константинович. 1-й вариант эскиза декораций — Бокль. |
| 1917              | Архив на Викискладе | «Садко» (Sadko) | Н. Римский-Корсаков | опера | несостоявшаяся постановка в Гран-Опера. | | Эскизы костюмов: Лесдан |
| 1917              | Архив на Викискладе | «Федра» (Phèdre) | Г. д’Аннунцио / И. Пицетти | трагедия | Париж, Гран-Опера | | |
| 1919              | Архив на Викискладе | «Волшебная лавка» (La boutique fantastique) | Д. Россини (оркестровка О. Респиги) | одноактный балет | Антерприза С. Дягилева. Лондон, Альгамбра | Хореография Л. Мясина | - Основной художник — А. Дерен. - Эскизы костюмов. Белиц |
| 1919              | Архив на Викискладе | «Аладдин» (Aladdin) | Рип | ревю | Париж, театр Мариньи | | - Эскизы костюмов: Байерли |
| 1919              |                     | «Ноктюрн Шопена» | Ф. Шопен | балет | Неосуществленная постановка | | |
| 1910-е            |                     | «Менуэт в старом стиле» | Д. Маринуцци | | | Хореография И. Хлюстина | - Эскиз костюма для А. Павловой. |
| 1910-е            |                     | «Мексиканский танец» | Падил | | | | - Эскиз костюма для А. Павловой. |
| 1921, 2 ноября    | Архив на Викискладе | «Спящая красавица» (La Belle au Bois Dormant) | И. Всевложский и М. Петипа / П. И. Чайковский (частично оркестрированный И. Стравинским) | балет в 3 действиях и 5 картинах | Антерприза С. Дягилева. Лондон, Альгамбра | Хореография М. Петипа, возобновленная Н. Сергеевым, с добавлением номеров Б. Нижинской. В ролях: О. Спесивцева, Л. Лопухова, В. Немчинова | - Эскизы декораций и костюмов: Балтимор, V&A, Кэмбридж, Хартфорд, Эшмолиан, Фицуильям, Хаттон, Theatre Museum, Тобин, Энслегер, Грайдли; 1954: Бакст, Константинович, Хаскел, Кохно, Хопкинсон, Лифарь, Колон, Мертен |
| 1922, 28 апреля   | Архив на Викискладе | «Смущенная Артемида» (Artemis troublee) | Л. Бакст / П. Паре | мифологический балет | Париж, Гранд-Опера | хореография Н. Нуэрра | - Эскизы костюмов: Лобанов-Ростовский |
| 1922              |                     | «Мавра» (Mavra) | Б. Кохно (на тему «Домика в Коломне» А. С. Пушкина) / И. Стравинский | комическая опера в 1 акте | | | - Осуществлена, но не в оформлении Бакста, а по рисункам Лю Сюрважа. - Эскиз декорации: V&A |
| 1922, 18 июня     | Архив на Викискладе | «Мученичество Святого Себастьяна» (Marthyre de S. Sebastien) | Г. д’Аннунцио / К. Дебюсси | мистерия в 5 актах | Париж, Гранд-Опера | | - Возобновленная постановка в новом оформлении |
| 1922, октябрь     | Архив на Викискладе | «Юдифь» (Judith) | А. Бернстайн | драма в 3 актах и 7 картинах | Париж, театр Жимназ | Постановка А. Антуана | - Декорации С. Судейкина. - Эскизы костюмов. Берингтон |
| 1922              |                     | «Подлость» | Л. Бакст | мимодрама | театр «Fémina», Париж | | - Эскиз костюма: собрание Бредли |
| 1922              | Архив на Викискладе | «Старая Москва» | Л. Бакст | водевиль | театр «Fémina», Париж | | - Эскиз костюма: Байерли |
| 1923, 8 июня      | Архив на Викискладе | «Федра» (Phèdre) | Г. Д’Аннунцио / И. Пицетти | трагедия | Париж, Гран-Опера | | - Новая постановка - Эскизы декораций и костюмов: V&A, Musée national, Константинович, Никола, Лобанов-Ростовский |
| 1923              | Архив на Викискладе | «Федра» (Phèdre) | Ж. Расин | трагедия | Париж, театр Ренессанс | | - Эскизы декораций |
| 1923, 31 декабря  |                     | «Волшебная ночь» | Л. Бакст / Ф. Шопен (оркестровка Л. Обер) | балет в 2 картинах | Гран-Опера, Париж | Хореография Л. Стаатса. Постановка Д. Рушэ. | - Эскизы декораций и костюмов: Линкольн-центр, Лобанов-Ростовский |
| 1924, 10 июля.    |                     | «Иштар» (Istar) | Л. Бакст / В. д’Энди | балет | Труппа Иды Рубинштейн | Хореография Л. Стаатса | - Бакст умер во время работы над этим балетом. - Эскиз костюма: Музей искусства авангарда |

## Местонахождение работ: список сокращений
- 1954 — согласно каталогу произведений Бакста 1954 года

| русские музеи: - ГРМ — Государственный Русский музей - ГТГ — Государственная Третьяковская галерея - ЛТМ — Санкт-Петербургский Государственный музей театрального и музыкального искусства - ЦТМ — Театральный музей им. А. А. Бахрушина (Москва) иностранные музеи: - Балтимор — Эвергрин Хаус (Балтимор) / Evergreen Museum & Library - Ведингтон — Галерея Ведингтона (Лондон) / Waddington Custot Galleries - Коннектикут (он же как «Хартфорд») — Атенеум (Коннектикут) / Wadsworth Atheneum - Купер — Купер Юнион музей (Нью-Йорк) / Cooper–Hewitt, Smithsonian Design Museum - Кэмбридж — библиотека Гарвардского университета (Кэмбридж) / Harvard Library - Линкольн-центр — коллекция материалов по танцу в Линкольн-центре (Нью-Йорк) / Lincoln Center for the Performing Arts - Метрополитен — Музей Метрополитен (Нью-Йорк) - MoMA — Нью-Йоркский музей современного искусства - Страсбург — Музей изобразительного искусства (Страсбург) - Фицуильям — Музей Фицуильяма (Кембридж) - Хаттон — галерея Леонарда Хаттона (Нью-Йорк) / Leonard Hutton Galleries - Эшмолиан — Музей Ашмола (Оксфорд) - Les Arts Décoratifs — Музей декоративного искусства (Париж) - Musée national — Государственный музей современного искусства (Париж) - Theatre Museum — Британский театральный музей (Лондон), закрыт в 2007, ныне V&A Theatre Collections музея Виктории и Альберта - V&A — Музей Виктории и Альберта (Лондон) | частные коллекции: - Астрюк — собрание Г. Астрюка - Байерли — собрание М. Байерли (Лондон) - Бакст — собрание А. Бакста (Париж) - Барсак — собрание М.Барсак (Париж) - Бару — собрание С. Бару - Белиц — собрание С. А. Белиц (Париж) - Берингтон — собрание М. Берингтон (Лондон) - Бокль — собрание Р. Бокля (Лондон) - Бомонт — собрание С. У. Бомонта (Лондон) - Бредли — собрание Р. Е. Бредли (Лондон) - Гимпел — собрание Р. Гимпел - Градли — собрание Х. Градли (Лондон) - Графф — собрание Р. Д. Графф - Джермен — собрание Д. Джермен (Лондон) - Жанэ — собрание Ф. де Жанэ - Зильберштейн — собрание И. С. Зильберштейна (Москва). Коллекция передана в Музей личных коллекций ГМИИ им. А. С. Пушкина. - Карсавина — собрание Т. Карсавиной (Лондон) - Катберт — собрание Д. Катберт - Кер-Даути — собрание Д. Кер-Даути (Ноттингем) - Коатс — собрание Д. Коатс (Нью-Йорк) - Колон — собрание Колон - Константинович — собрание М. Константинович (Париж); позднее — собрание семьи Константинович - Кохно — собрание Б. Кохно (Париж) | частные коллекции: - Лесдан — собрание Д. Лесдан (Лондон) - Лифарь — собрание С. Лифаря (Париж) - Лобанов-Ростовский — собрание Н. Д. Лобанова-Ростовского (Нью-Йорк). Коллекция частично передана в Музей личных коллекций ГМИИ им. А. С. Пушкина, основной массив — в Санкт-Петербургский Государственный музей театрального и музыкального искусства. - Логен — собрание П. Логен (Лондон) - Мертен — собрание Мертен - Мишо — собрание П. Мишо - Никола — собрание Б. Никола (Париж) - Д. Ротшильд — собрание Д. А. Ротшильда - Г. Ротшильд — собрание Г. Ротшильд (Нью-Йорк) - Сноумен — собрание Е. Сноумен - Тобин — собрание Р.-Л. Б. Тобина (Сан-Антонио) - Уейк — собрание П. Уейк (Нортгемптон) - Хаскел — собрание А. Хаскела (Лондон) - Хейвмейер — собрание Ф. К. Хейвмейр (Нью-Йорк) - Хивит — Е. Д. Хивит (Нью-Йорк) - Хопкинсон — собрание С. Хопкинсона - Энслегер — собрание Д. Энслегера корпоративные коллекции: - Белгазпромбанк — Корпоративная коллекция Белгазпромбанка (Минск) |